# Psilophryoidea comesor
Psilophryoidea comesor är en stekelart som beskrevs av Compere 1928. Psilophryoidea comesor ingår i släktet Psilophryoidea och familjen sköldlussteklar. Inga underarter finns listade i Catalogue of Life.